# 超感應
《超感應 KIDS》為2008年日本劇情電影，改編自乙一的作品《傷 -KIZ/KIDS-》，由荻島達也執導，小池徹平、玉木宏和栗山千明主演。

## 劇情內容
男主角朝戶（小池徹平飾）有種神奇的能力，能將他人的傷口轉移到自己身上。一天，朝戶被街頭混混欺負，恰好碰上了健夫（玉木宏飾）搭救，健夫在過程中被人打傷了手，朝戶使用超能力治療健夫的傷口，兩人從此成為朋友，並結識了餐廳服務生志穗（栗山千明飾）。朝戶往後時常讓他人的傷痛轉移到自己身上，卻總是掛著笑容，背後卻隱藏不為人知的秘密。